# Hospik

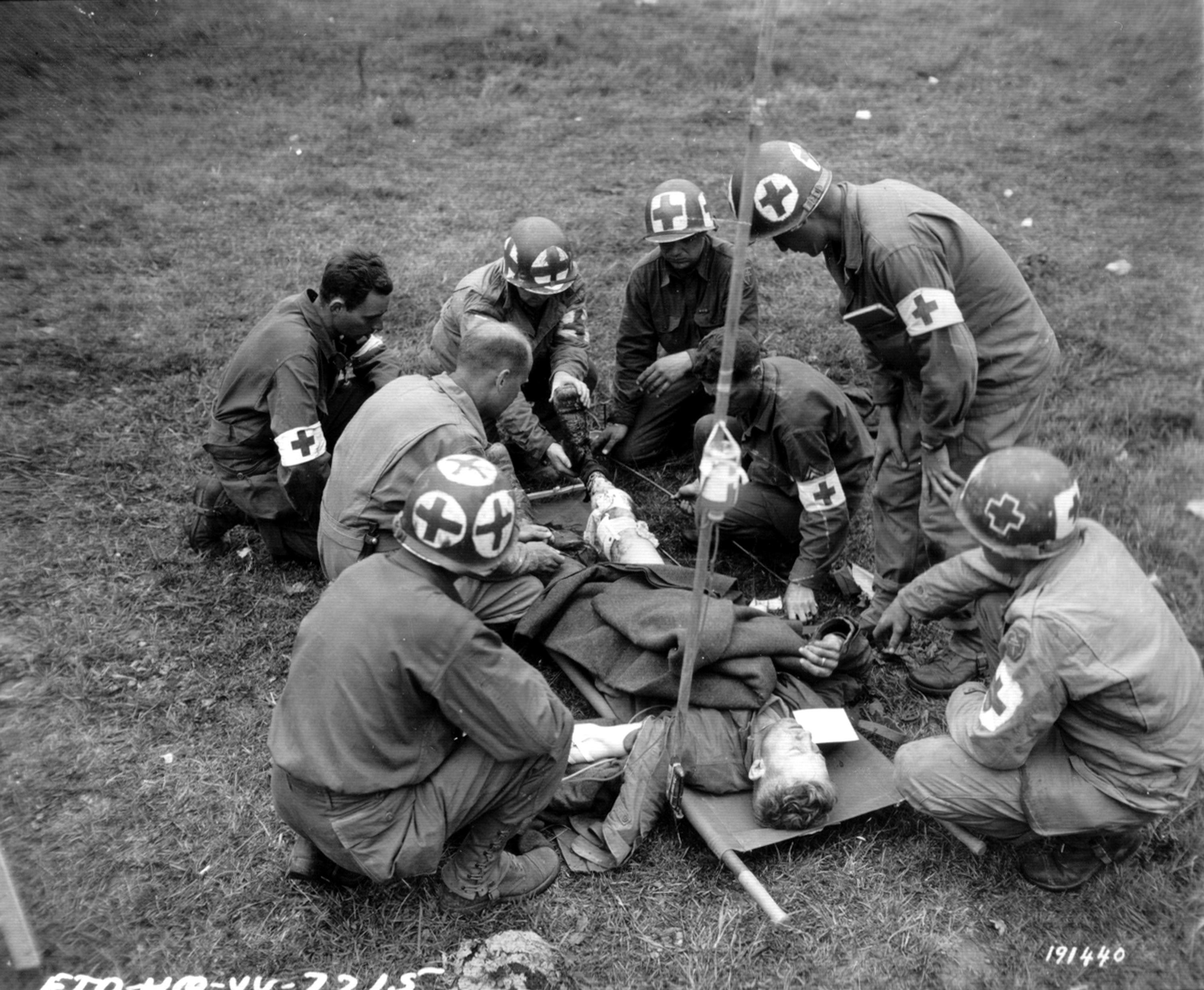
Militair medisch personeel aan het werk tijdens de Landing in Normandië in 1944

Hospik is een informele militaire benaming voor medisch en verpleegkundig personeel. Meestal wordt met hospik een militaire gewondenverzorger van de geneeskundige dienst bedoeld. Een belangrijke beroepsgroep onder de "hospikken" bestaat uit Algemeen Militair Verpleegkundigen (AMV'ers). Deze onderofficieren zijn op verschillende plaatsen in de gewondenafvoerketen werkzaam. Een infanterie-eenheid heeft bijvoorbeeld de beschikking over een gewondenafvoergroep met daarin onder andere een AMV'er. De groep heeft de beschikking over een terreinvaardig voertuig. Ook op de hulppost, de meest basale militaire geneeskundige installatie waar de gewonden verzameld worden, werken twee AMV'ers samen met een aantal manschappen en een arts.

## Rood kruis
Een (militaire) geneeskundige installatie of persoon kan gemarkeerd worden met een rood kruis om aan te geven dat het een installatie of persoon met geneeskundige taken betreft. Met betrekking tot de markering zijn er drie stadia, te weten: markeren, maskeren en camoufleren. Een voertuig van de gewondenafvoergroep wordt niet gemarkeerd als de infanterie-eenheid ongezien moet blijven. Hetzelfde geldt voor de hulppost, die vrij dicht bij de te ondersteunen eenheden is geplaatst. Overige installaties, zoals een MOGOS of een veldhospitaal, zijn vrijwel altijd gemarkeerd, omdat ze verder van de dreiging zijn geplaatst. Daarnaast zou het erg kostbaar zijn om ze te verliezen als ze voor een militair doel worden aangezien.
Door iets te markeren met een rood kruis, geniet het een bepaalde bescherming volgens het Verdrag van Genève. Gevangen geneeskundig personeel mag niet als krijgsgevangene behandeld worden, maar moet gelegenheid krijgen geneeskundige verzorging te bieden aan krijgsgevangenen. Installaties mogen niet aangevallen worden. Uiteraard is aan deze bescherming wel een aantal voorwaarden verbonden. Geneeskundige installaties verliezen hun bescherming als ze worden gebruikt voor andere militaire doeleinden. Hetzelfde geldt voor geneeskundig personeel. Personeel op een hulppost heeft dan ook alleen een wapen bij zich voor zelfverdediging. Een  Combat Life Saver (CLS'er) is lid van een gevechtsgroep en neemt deel aan gevechtsacties. Zo'n soldaat in de functie van CLS'ser is geen hospik en kan niet werken onder dekking van het rode kruisembleem.
Het equivalent van het (Zwitserse) rode kruis in de Arabische landen is overigens de rode halve maan op een wit vlak. Ook is de open rode ruit internationaal erkend als markering.